# Арарат (футбольный клуб, Ереван)
«Арара́т» (арм. Ֆուտբոլային Ակումբ „Արարատ“ Երևան) — армянский футбольный клуб из Еревана, основанный в 1935 году. Чемпион СССР 1973 года, двукратный обладатель Кубка СССР, чемпион Армении, шестикратный обладатель Кубка Армении, обладатель Суперкубка Армении. Четвертьфиналист Кубка европейских чемпионов (1974/75).
Владельцем клуба является швейцарский предприниматель армянского происхождения Грач Каприелян.
Генеральным спонсором команды является «Арцахбанк», руководит которым Грач Каприелян.

## Названия
- 10 мая 1935 — 5 декабря 1936 — «Спартак» Эривань
- 1938—1953 — «Динамо» Ереван[2][3]
- 1954—1963 — «Спартак» Ереван
- 1963—2004 — «Арарат» Ереван
- 2004 — 8 июня 2004 — «Лернагорц-Арарат» Капан
- 08 июня 2004 — 19 июня 2004 — «Арарат» Капан
- С 19 июня 2004 года — «Арарат» Ереван

## История
(до 2012 года)

## Клубные цвета, форма и эмблема

Клубные цвета

| Финал Кубка СССР 1973 | Финал Кубка СССР 1975 |  |

| 2007 | 2007/08 | 2008 | с 2009 |

## Стадион

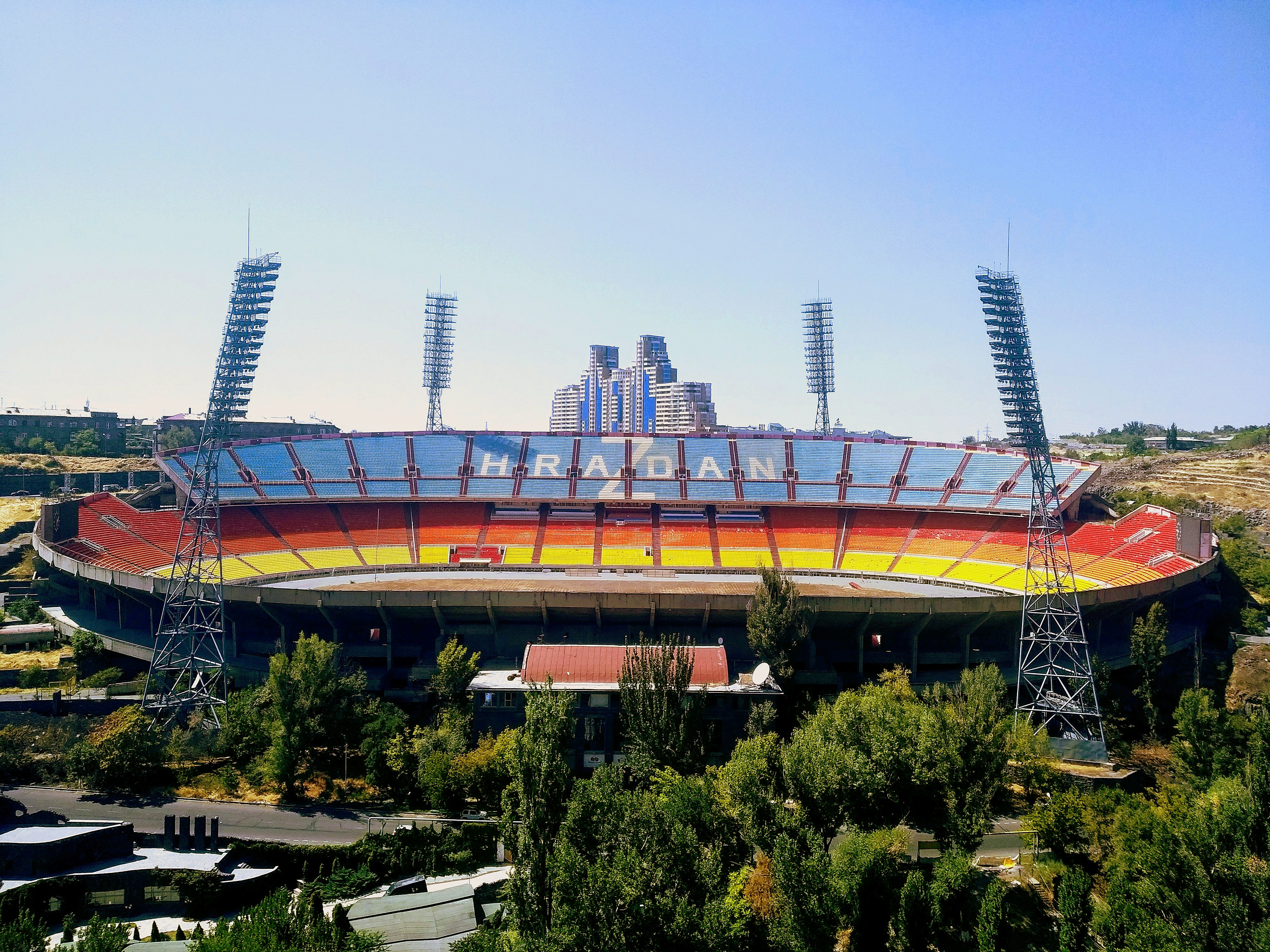
Стадион «Раздан»

«Раздан» был построен в 1970—1971 годах за 11 месяцев. На склоне у реки Раздан, от которой и получил своё название. Открытие стадиона состоялось 19 мая 1971 года. В советское время был одним из наибольших стадионов СССР и одним из немногих двухъярусных. Именно на этом стадионе футбольные болельщики «Арарата» увидели победы клуба, приведшие к золоту 1973 и победам в Кубке 1973, 1975. Сборная СССР на стадионе провела только два матча, и оба датируются 1978 годом. В апреле в товарищеской игре против финской сборной (10:2 в пользу СССР), а через полгода в отборочном матче на Чемпионат Европы против греческой команды (2:0 победа советской сборной). На матче с Финляндией присутствовало 12 000 зрителей, на матче с Грецией пришло 40 тысяч.
После распада Союза на стадионе проводила свои матчи Сборная Армении, а также футбольные клубы. В 1990-х годах на стадионе проводились финалы Кубка Армении по футболу. В 2002 году был отреставрирован, реставрация была продолжена в 2006—2008 годах. Первоначально вмещал в себя 75 000 зрителей, после частичной реконструкции — 69 000. После реконструкции и установки индивидуальных кресел стадион вмещает 55 000 зрителей, является крупнейшим стадионом в Армении. Последней игрой сборной на «Раздане» стала игра отборочного цикла ЧМ-2014, 10 сентября 2013 года против сборной Дании (0:1). В 2015 году стадион «Раздан» был признан банкротом по решению суда, в результате чего «Арарат» потерял возможность проводить на нём домашние матчи чемпионата Армении по футболу. Клуб переехал на Республиканский стадион, где продолжает выступать по сей день.

## Статистика выступлений

### Еврокубки
| Сезон   | Турнир                      | Раунд | Соперник                    | 1 матч | 2 матч         |
| ------- | --------------------------- | ----- | --------------------------- | ------ | -------------- |
| 1972/73 | Кубок УЕФА                  | 1/32  | ЕПА Ларнака                 | 1:0    | 1:0            |
|         |                             | 1/16  | «Грассхоппер» Цюрих         | 3:1    | 4:2            |
|         |                             | 1/8   | «Кайзерслаутерн»            | 2:0    | 0:2 (4:5 пен.) |
| 1974/75 | Кубок европейских чемпионов | 1/16  | «Викинг» Ставангер          | 2:0    | 4:2            |
|         |                             | 1/8   | «Корк Селтик»               | 2:1    | 5:0            |
|         |                             | 1/4   | «Бавария» Мюнхен            | 0:2    | 1:0            |
| 1975/76 | Кубок обладателей кубков    | 1/16  | «Анортосис» Фамагуста       | 9:0    | 1:1            |
|         |                             | 1/8   | «Вест Хэм Юнайтед» Лондон   | 1:1    | 1:3            |
| 1994/95 | Кубок УЕФА                  | PR    | ЦСКА София                  | 0:3    | 0:0            |
| 1995/96 | Кубок обладателей кубков    | 1/32  | «Катовице»                  | 0:2    | 2:0 (5:4 пен.) |
|         |                             | 1/16  | «Динамо» Москва             | 1:3    | 0:1            |
| 1997/98 | Кубок обладателей кубков    | 1/32  | «Динамо» Батуми             | 3:0    | 0:2            |
|         |                             | 1/16  | «Копенгаген»                | 0:3    | 0:2            |
| 1999    | Кубок Интертото             | 1/16  | «Бакэу»                     | 1:0    | 1:0            |
|         |                             | 1/8   | «Сент-Трюйден» Синт-Трёйден | 0:2    | 1:3            |
| 2000/01 | Кубок УЕФА                  | PR    | «Кошице»                    | 2:3    | 1:1            |
| 2001/02 | Кубок УЕФА                  | PR    | «Хапоэль» Тель-Авив         | 0:2    | 0:3            |
| 2005    | Кубок Интертото             | 1R    | «Ксамакс» Нёвшатель         | 1:3    | 0:6            |
| 2007    | Кубок Интертото             | 1R    | «Шахтёр» Солигорск          | 1:4    | 2:0            |
| 2008/09 | Кубок УЕФА                  | 1Q    | «Беллинцона»                | 0:1    | 1:3            |
| 2021/22 | Лига конференций            | 1Q    | МОЛ Фехервар                | 1:1    | 2:0            |
|         |                             | 2Q    | «Шлёнск»                    | 2:4    | 3:3            |
| 2022/23 | Лига конференций            | 1Q    | Шкендия                     | 0:2    | 2:2            |

- Домашние игры выделены жирным шрифтом

| Турнир                      | Игры | Победы | Ничьи | Поражения | Голов забито | Голов пропущено |
| --------------------------- | ---- | ------ | ----- | --------- | ------------ | --------------- |
| Кубок европейских чемпионов | 6    | 5      | 0     | 1         | 14           | 5               |
| Кубок УЕФА                  | 14   | 5      | 2     | 7         | 15           | 21              |
| Кубок обладателей кубков    | 12   | 3      | 2     | 7         | 18           | 18              |
| Кубок Интертото             | 8    | 3      | 0     | 5         | 7            | 18              |
| Лига конференций УЕФА       | 6    | 1      | 3     | 2         | 10           | 12              |
| Итого                       | 46   | 17     | 7     | 22        | 64           | 74              |

### Крупнейшие победы и поражения
Самые крупные победы:
В чемпионате СССР:
- «Арарат» — «Торпедо» Москва — 5:0 (1967 год)
- «Арарат» — «Торпедо» Москва — 5:0 (1972 год)
- «Арарат» — «Нефтчи» Баку — 6:1 (1981 год)
- «Арарат» — «Черноморец» Одесса — 6:1 (1982 год)

В чемпионате Армении:
- «Арарат» — «Ахтамар» Севан — 18:0 (1992 год)

В кубке Армении:
- «Ачин» Нор-Ачин — «Арарат» — 1:12 (1992 год)

В европейских кубках:
- «Арарат» — «Анортосис» Фамагуста (Кипр) — 9:0 (1975/76 год)

Самые крупные поражения:
В чемпионате СССР:
- «Динамо» Киев — «Арарат» — 7:0 (1984 год)
- «Динамо» Киев — «Арарат» — 7:0 (1987 год)

В чемпионате Армении:
- «Арарат» — «Пюник» Ереван — 0:6 (2007 год)
- «Арарат» — «Бананц» Ереван — 0:6 (2007 год)
- «Пюник» Ереван — «Арарат» — 6:0 (2009 год)

В кубке Армении:
- «Ширак» Гюмри — «Арарат» — 3:0 (2004 год)

В европейских кубках:
- «Ксамакс» (Швейцария) — «Арарат» — 6:0 (2005/06 год)

## Достижения

### СССР
- Чемпионат СССР
  - Чемпион: 1973
  - Серебряный призёр (2): 1971, 1976 (весна)
- Кубок СССР
  - Обладатель (2): 1973, 1975
  - Финалист (2): 1954, 1976
- Кубок Федерации СССР
  - Полуфиналист: 1986
- Первая лига СССР
  - Победитель: 1965
  - Бронзовый призёр: 1948

### Армения
- Чемпионат Армении
  - Чемпион: 1993
  - Серебряный призёр (4): 1996/97, 1999, 2000, 2008
  - Бронзовый призёр: 1994

- Кубок Армении
  - Обладатель (6): 1993, 1994, 1995, 1997, 2008, 2021
  - Финалист (2): 2001, 2007
- Суперкубок Армении
  - Обладатель: 2009
  - Финалист (2): 1997, 2021

### Международные
- Кубок европейских чемпионов
  - 1/4 финала: 1974/75
- Кубок УЕФА
  - 1/8 финала: 1972/73
- Кубок обладателей кубков УЕФА
  - 1/8 финала: 1975/76
- Кубок Индийской футбольной ассоциации (IFA Shield)
  - Обладатель: 1978

### Футбольные призы
- «За справедливую игру»: 1960
- «Агрессивному гостю»: 1972, 1973
- «Имени Григория Федотова»: 1973
- «Приз крупного счёта»: 1973
- «За лучшую разницу мячей»: 1973, 1976 (весна)
- «За волю к победе»: 1974
- «Справедливой игры»: 1989
- «Гроза авторитетов»: 1990

### Достижения игроков
Футболист года в СССР:
- Аркадий Андриасян — № 2 — 1973
- Эдуард Маркаров — № 3 — 1971

В списках 33 лучших футболистов сезона в СССР:
- Хорен Оганесян — № 1 — 1980, 1982, 1983; № 2 — 1979; № 3 — 1981
- Аркадий Андриасян — № 1 — 1973, 1974; № 2 — 1971, 1975
- Левон Иштоян — № 1 — 1971, 1973; № 3 — 1974
- Оганес Заназанян — № 2 — 1971, 1973; № 3 — 1974
- Эдуард Маркаров — № 2 — 1973; № 3 — 1971, 1975
- Григорий Амбарцумян — № 2 — 1961
- Алёша Абрамян — № 2 — 1973
- Сурен Мартиросян — № 2 — 1973
- Ашот Хачатрян — № 2 — 1979
- Александр Коваленко — № 3 — 1971, 1973
- Норайр Месропян — № 3 — 1971, 1973
- Назар Петросян — № 3 — 1975, 1976
- Александр Мирзоян — № 3 — 1975
- Альберт Саркисян — № 3 — 1991

Заслуженный мастер спорта СССР:
- Арутюн Кегеян — 1960
- Эдуард Маркаров —1973

Мастер спорта СССР международного класса:
- Аркадий Андриасян — 1972
- Оганес Заназанян — 1972
- Хорен Оганесян — 1976
- Альберт Саркисян — 1976
- Ашот Хачатрян — 1980

Члены клуба Григория Федотова:
- Эдуард Маркаров — № 13 — 159 голов
- Хорен Оганесян — № 38 — 118 голов

Члены клуба Льва Яшина:
- Алёша Абрамян — № 14 — 138 сухих матчей
- Александр Подшивалов — № 28 — 101 сухой матч

Лучшие бомбардиры сезона:
- Лучший бомбардир Кубка европейских чемпионов 1974/75 — Эдуард Маркаров
- 1976 (в) — Аркадий Андриасян (8)
- 1992 — Ваге Ягмурян (38)
- 2007 — Маркос Пиццелли (22)
- 2008 — Маркос Пиццелли (17)

Лучшие дебютанты сезона:
- 1965 — Давид Паис
- 1966 — Алёша Абрамян
- 1966 — Александр Сёмин
- 1967 — Норик Демирчян
- 1973 — Арменак Саркисян
- 1975 — Хорен Оганесян

Приз «За самый красивый гол сезона»:
- 1982 — Хорен Оганесян

Приз «Рыцарю атаки»:
- 1984 — Гамлет Мхитарян

Лучший игрок года:
- 1993 — Армен Шахгельдян
- 1999 — Арутюн Абраамян

## Текущий состав
| 1  | Флаг Армении      | Вр  | Гор Манукян     | 1993 |  |  |  |  |  |
| 13 | Флаг Армении      | Вр  | Арман Симонян   | 1997 |  |  |  |  |  |
| 98 | Флаг Черногории   | Вр  | Неманья Лемаич  | 1998 |  |  |  |  |  |
|    |                   |     |                 |      |  |  |  |  |  |
| 2  | Флаг Армении      | Защ | Геворг Арабян   | 2002 |  |  |  |  |  |
| 4  | Флаг Армении      | Защ | Юрий Магакян    | 2000 |  |  |  |  |  |
| 5  | Флаг Армении      | Защ | Грайр Мкоян     | 1986 |  |  |  |  |  |
| 6  | Флаг Армении      | Защ | Айк Ишханян     | 1989 |  |  |  |  |  |
| 8  | Флаг Армении      | Защ | Вардан Арзоян   | 1995 |  |  |  |  |  |
| 24 | Флаг Кот-д’Ивуара | Защ | Димитри Легбо   | 2001 |  |  |  |  |  |
| 33 | Флаг Армении      | Защ | Ованес Назарян  | 1998 |  |  |  |  |  |
| 99 | Флаг Армении      | Защ | Роберт Дарбинян | 1995 |  |  |  |  |  |

| 7  | Флаг Нигерии              | ПЗ  | Исах Алию        | 1999 |  |  |  |  |  |
| 11 | Флаг Армении              | ПЗ  | Давид Маноян     | 1990 |  |  |  |  |  |
| 20 | Флаг Армении              | ПЗ  | Рудик Мкртчян    | 1998 |  |  |  |  |  |
| 21 | Флаг Армении              | ПЗ  | Сероб Галстян    | 2002 |  |  |  |  |  |
| 23 | Флаг Армении              | ПЗ  | Гор Малакян      | 1994 |  |  |  |  |  |
| 70 | Флаг Кот-д’Ивуара         | ПЗ  | Зиле Тиеиде      | 2002 |  |  |  |  |  |
|    |                           |     |                  |      |  |  |  |  |  |
| 9  | Флаг Армении              | Нап | Размик Акопян    | 1996 |  |  |  |  |  |
| 10 | Флаг Боснии и Герцеговины | Нап | Александр Глишич | 1992 |  |  |  |  |  |
| 25 | Флаг Кот-д’Ивуара         | Нап | Арманд Дагру     | 2000 |  |  |  |  |  |
| 80 | Флаг Кот-д’Ивуара         | Нап | Амара Траоре     | 2001 |  |  |  |  |  |

## Игроки «Арарата» в составе сборной СССР
Аркадий Андриасян и Оганес Заназанян становились бронзовыми призёрами мюнхенской Олимпиады в 1972 году. Всего Аркадий Андриасян провёл (1969—1975) в сборной СССР 21 матч и забил 5 мячей, Оганес Заназанян провёл (1969—1972) в сборной СССР 19 матчей и забил 4 мяча.
Левон Иштоян был в составе (в финальном турнире на поле не выходил) сборной, завоевавшей серебряные медали на Евро-1972. Всего Левон Иштоян провёл (1971—1974) в сборной СССР 10 матчей.
Хорен Оганесян становился бронзовым призёром московской Олимпиады в 1980 году и участвовал в составе сборной на чемпионате мира 1982 года. Всего Хорен Оганесян провёл (1979—1984) в сборной СССР 37 матчей и забил 8 мячей.
Также, в составе основной сборной СССР выступал Назар Петросян (3 игры в 1976—1977), в составе олимпийской сборной СССР: Сергей Бондаренко (5 игр в 1971), Николай Казарян (1 игра в 1968), Сашик Керопян (8 игр в 1982—1983), Александр Коваленко (1 игра в 1969), Норик Месропян (3 игры в 1971), Ашот Хачатрян (4 игры в 1982).
Кроме того, в составе сборной СССР 3 игры в 1966—1968, в том числе одну игру на чемпионате мира по футболу 1966 года (4-е место), сыграл Эдуард Маркаров, который в ту пору выступал за бакинский «Нефтяник».
Источник информации: «Игры сборной СССР по Футболу. Справочник 1952—1988» под ред. О. Кучеренко, изд. «Советский спорт» (Москва), 1989.

## Руководящий состав
- Президент —  Грач Каприелян
- Вице-президент / Исполнительный директор —  Тигран Карабахцян [[]][7]
- Помощник вице-президента по связям с общественностью -  Кирилл Лемех
- Администратор —  Араик Егян[8]
- Пресс-атташе—  Давид Галстян

## Персонал клуба
- Главный тренер —  Александр Петросян
- Ассистент тренера —  Ара Нигоян

## Главные тренеры клуба
| Главный тренер       | С | Период    |
| -------------------- | - | --------- |
| Врамшапух Мерангулян |   | 1935—1938 |
| Сурен Атанесян       |   | 1939      |
| Юрий Есенин          |   | 1940—1944 |
| Виктор Андреев       |   | 1945      |
| Михаил Сушков        |   | 1946      |
| Виктор Гречишников   |   | 1947      |
| Гайк Андриасян       |   | 1948—1949 |
| Борис Апухтин        |   | 1949      |
| Виктор Филиппов      |   | 1949      |
| Глеб Рябиков         |   | 1950—1951 |
| Илья Евранов         |   | 1952      |
| Гайк Андриасян       |   | 1953—1954 |
| Абрам Дангулов       |   | 1955—1957 |
| Гайк Андриасян       |   | 1957      |
| Борис Смыслов        |   | 1958—1960 |
| Гайк Андриасян       |   | 1961      |
| Анатолий Акимов      |   | 1961—1962 |
| Арутюн Кегеян        |   | 1962      |

| Главный тренер      | С | Период    |
| ------------------- | - | --------- |
| Александр Абрамов   |   | 1963      |
| Георгий Жарков      |   | 1964      |
| Артём Фальян        |   | 1965—1967 |
| Эдуард Григорян     |   | 1968      |
| Александр Пономарёв |   | 1969—1970 |
| Николай Глебов      |   | 1971—1972 |
| Никита Симонян      |   | 1973—1974 |
| Виктор Маслов       |   | 1975      |
| Эдуард Маркаров     |   | 1976—1977 |
| Николай Гуляев      |   | 1978      |
| Леонид Захаров      |   | 1978      |
| Йожеф Беца          |   | 1979—1981 |
| Аркадий Андриасян   |   | 1982—1983 |
| Никита Симонян      |   | 1984—1985 |
| Леонид Захаров      |   | 1985—1986 |
| Аркадий Андриасян   |   | 1986—1989 |
| Николай Казарян     |   | 1989      |
| Арменак Саркисян    |   | 1990—1994 |

| Главный тренер    | С     | Период    |
| ----------------- | ----- | --------- |
| Самвел Дарбинян   |       | 1995      |
| Аркадий Андриасян |       | 1996—2001 |
| Рафаэл Галустян   |       | 2001      |
| Феликс Веранян    |       | 2001      |
| Аркадий Андриасян |       | 2001—2002 |
| Феликс Веранян    |       | 2002—2003 |
| Севада Арзуманян  |       | 2003—2004 |
| Сурен Барсегян    |       | 2005—2006 |
| Абраам Хашманян   |       | 2006      |
| Варужан Сукиасян  |       | 2006—2007 |
| Душан Мийич       |       | 2007—2008 |
| Варужан Сукиасян  |       | 2008      |
| Ашот Киракосян    |       | 2008—2009 |
| Аркадий Андриасян | и. о. | 2009      |
| Альберт Сафарян   | и. о. | 2009—2010 |
| Тигран Есаян      |       | 2010      |
| Аркадий Андриасян |       | 2011—2012 |
| Альберт Сафарян   |       | 2012      |

| Главный тренер     | С | Период    |
| ------------------ | - | --------- |
| Абраам Хашманян    |   | 2012—2014 |
| Душан Мийич        |   | 2014      |
| Самвел Дарбинян    |   | 2014      |
| Сурен Чахалян      |   | 2014—2015 |
| Варужан Сукиасян   |   | 2015—2016 |
| Аркадий Андриасян  |   | 2016—2017 |
| Альберт Сафарян    |   | 2017—2018 |
| Армен Степанян     |   | 2018      |
| Абраам Хашманян    |   | 2018—2019 |
| Тигран Есаян       |   | 2019      |
| Вартан Бичахчян    |   | 2020—2022 |
| Эдгар Торосян      |   | 2022      |
| Арам Восканян      |   | 2022      |
| Александр Петросян |   | с 2022    |

## «Арарат-2»
Команда «Арарат-2», являясь фарм-клубом «Арарата», в 1990 году выступала во 2-й зоне второй низшей лиги первенства СССР, где заняла 1-е место, благодаря чему получила право выступать во второй лиге (буферной центральной зоне) в сезоне-1991. Итог — 21-е место среди 22-х команд.
В первенстве Армении в Первой лиге «Арарат-2» занимал второе (2005) и трижды — третье место (2007, 2013/14, 2016/17).